# Salem Al-Hajri
Salem Al-Hajri, né le 10 avril 1996 au Qatar, est un joueur de football international qatarien, qui évolue au poste de milieu défensif.

## Biographie

### Carrière en club
Salem Al-Hajri joue de nombreux matchs en Ligue des champions d'Asie. Il atteint les demi-finales de cette compétition en 2018, avec l'équipe d'Al Sadd, en étant battu par le club iranien du Persépolis FC.

### Carrière internationale
Avec les moins de 20 ans, il participe à la Coupe du monde des moins de 20 ans en 2015. Lors du mondial junior organisé en Nouvelle-Zélande, il joue trois matchs, avec pour résultat trois défaites.
Avec les moins de 23 ans, il participe au championnat d'Asie des moins de 23 ans en 2018. Lors de cette compétition, il délivre une passe décisive en quart de finale contre la Palestine. Le Qatar se classe troisième du tournoi.
Il reçoit sa première sélection en équipe du Qatar le 17 janvier 2017, en amical contre la Moldavie (1-1).
En janvier 2019, il est retenu par le sélectionneur Félix Sánchez Bas afin de participer à la Coupe d'Asie des nations, organisée aux Émirats arabes unis. Lors de cette compétition, il joue quatre matchs. Le Qatar remporte le tournoi en battant le Japon en finale.
Le 11 novembre 2022, il est sélectionné par Félix Sánchez Bas pour participer à la Coupe du monde 2022.

## Palmarès

### En club
- Champion du Qatar en 2019 avec Al-Sadd
- Vice-champion du Qatar en 2017 et 2018 avec Al-Sadd
- Vainqueur de la Coupe du Qatar en 2017 avec Al-Sadd
- Vainqueur de la Coupe Crown Prince de Qatar en 2017 avec Al-Sadd

### En sélection
- Vainqueur de la Coupe d'Asie des nations en 2019 avec l'équipe du Qatar
- Troisième du championnat d'Asie des moins de 23 ans en 2018 avec l'équipe du Qatar des moins de 23 ans